# Six Telekurs
SIX Financial Information é um fornecedor de dados financeiro e especializada na aquisição, processamento e distribuição de informação financeira internacional. Especialistas do mercado financeiro em SIX Telekurs coletar informações de todos os do mundo praças principais - diretamente e em tempo real. O banco de dados SIX Telekurs com os seus dados estruturados e codificados de valores mobiliários de administração para mais de 8 milhões de instrumentos financeiros  é única em termos de profundidade de informação e cobertura de dados. SIX Telekurs tem escritórios em 22 países. 

## História
Em 1930, SIX Telekurs foi fundada em Zurique, na Suíça, como Ticker AG. 
Em 2008 o grupo se fundiu com Telekurs Group, SWX e SEGA Intersettle  para formar SIX Group. Telekurs Financial foi renomeado para SIX Telekurs e tornou-se a divisão de Informação Financeira da SIX Group. 
A empresa é hoje uma empresa de infra-estrutura financeira global que fornece serviços de bolsas de valores, através de compensação e liquidação de emissão de cartão de crédito, serviços de comerciantes e informações financeiras.